# Neva Shoals

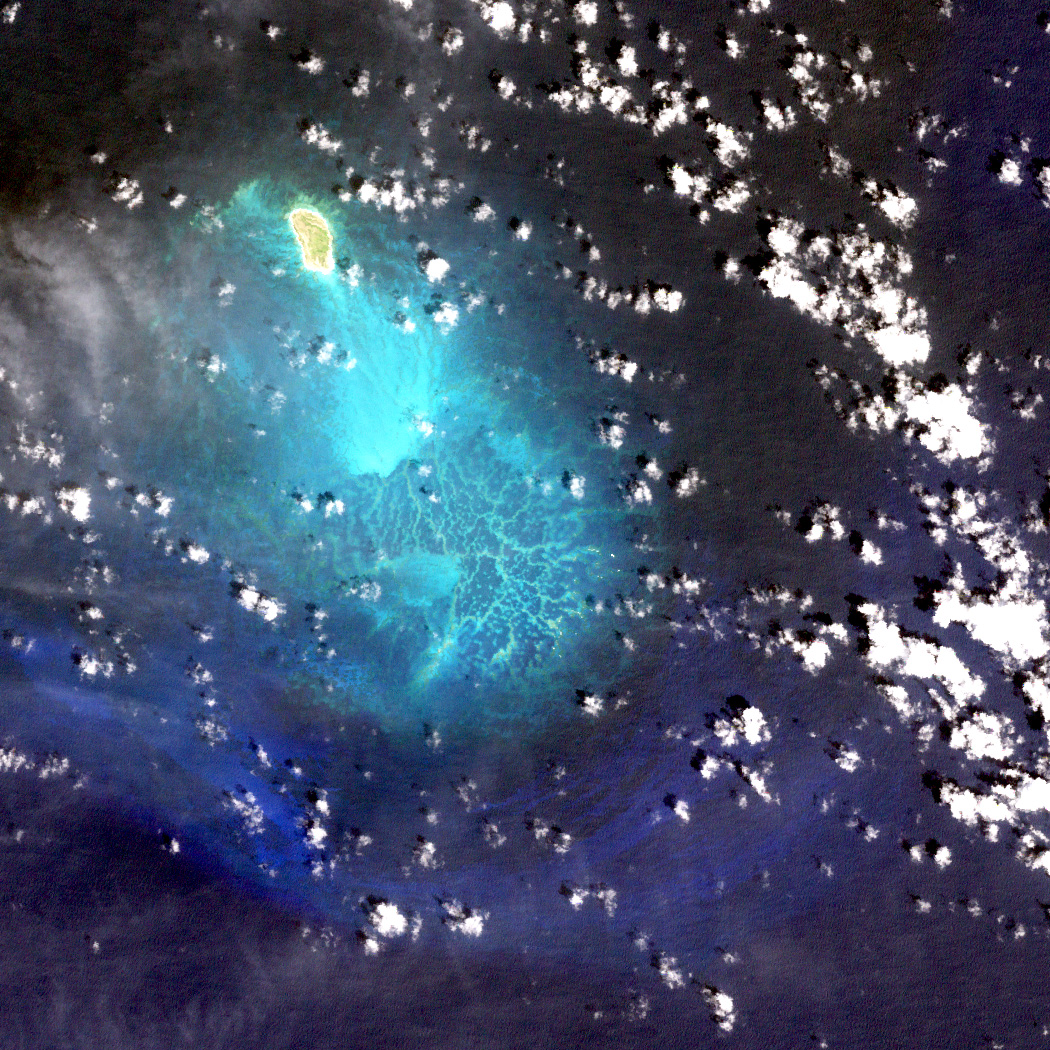
Satellitenbild der Neva Shoals mit der Insel Lisianski im Nordwesten

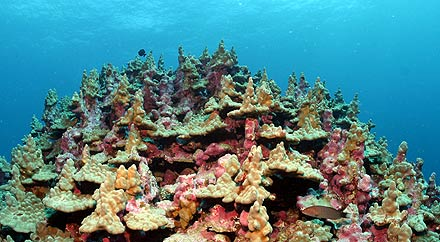
Ein „Korallengarten“

Die Neva Shoals stellen mit 979 km² Ausdehnung nach dem Maro Reef das zweitgrößte zusammenhängende Korallenriff innerhalb der Nordwestlichen Hawaiʻi-Inseln dar. Sie sind etwa 1.700 km von Honolulu, der Hauptstadt Hawaiʻis, entfernt im nördlichen Pazifischen Ozean gelegen. Entdeckt wurde das Riff von Juri Fjodorowitsch Lisjanski, einem Kapitän der Kaiserlich Russischen Marine, dessen Schiff Neva am 15. Oktober 1805 hier strandete.
Strenggenommen handelt es sich um ein Korallenatoll, welches kein übliches rund oder oval geformtes Saumriff aufweist, sondern lediglich im Inneren eine netzartige Struktur. Die Neva Shoals liegen größtenteils unter der Meeresoberfläche, die etwa 1,6 km² trockenen Landes im Nordwesten des Riffs sind als Insel Lisianski bekannt.  Zwischen den höher gelegenen Teilen des Riffs befinden sich unzählige Lagunen.  
Innerhalb der Hawaiʻi-Inseln stellen die Neva Shoals ein bedeutendes Ökosystem dar. Sie sind reich an Fischen, die hier von Forschern als besonders aggressiv beschrieben werden. Wegen des Reichtums an Korallen – es kommen mindestens 24 Arten Steinkorallen (Scleractinia) vor – sowie deren prächtigen Formen werden die Neva Shoals von Wissenschaftlern auch als Coral Gardens (dt. „Korallengärten“) bezeichnet.